# Q Sharp
Q# (Q Sharp) – język programowania z funkcjami specjalnie zaprojektowanymi do użycia w obliczeniach kwantowych. Jest to kluczowy składnik zestawu Quantum Development Kit (QDK) firmy Microsoft, który zapewnia programistom kwantowym platformę umożliwiającą skoncentrowanie się na algorytmach bez konieczności zajmowania się kwestiami technicznymi, takimi jak optymalizacja sekwencji bram lub fizyczna implementacja komputera kwantowego.